# Anita Garbín
Pour les articles homonymes, voir Garbin (homonymie) et Alonso.
Anita Garbín Alonso, surnommée la « Madone anarchiste  », née en 1915 à Almería (Espagne) et morte en 1977 à Montpellier (France), est une anarchiste espagnole, devenue une icône de la lutte contre le franquisme lors de la guerre d'Espagne après une série de photographies réalisées par Antoni Campañà à Barcelone la représentant debout sur une barricade, le poing levé, devant un drapeau du syndicat anarchiste de la Confédération nationale du travail (CNT).

## Biographie

### Jeunesse
D'origine modeste, ses parents émigrent d'Andalousie à Barcelone à ses cinq ans. Son père, Manuel Garbín Ibáñez, est ferronnier et actif depuis 1921 au sein du syndicat anarchiste de la CNT, alors largement majoritaire en Catalogne, en particulier chez les ouvriers. Sa mère, Gabriela Alonso Martínez, possède un magasin de produits alimentaires. Elle est l'ainée d'une fratrie de six frères et sœurs. Elle grandit dans le quartier de Passeig de Gràcia.
Alors qu'elle travaille comme couturière, fort de son héritage familiale, elle s'implique également en politique et milite au sein de la CNT dès ses dix huit ans. Elle se marie avec Andrés Vigo Canovas à Barcelone en 1931 et divorce en 1936. De cette union naît en 1933 une fille, Liberty.

### Pendant la Guerre d'Espagne

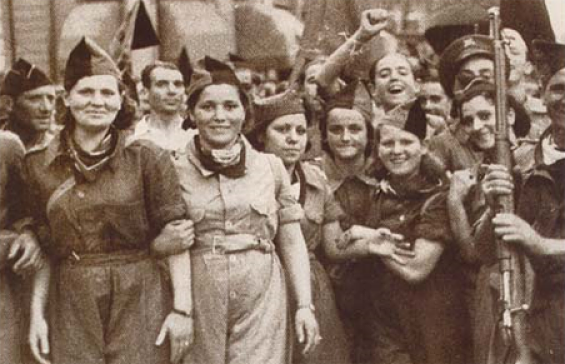
Miliciennes de la CNT-FAI lors de la Révolution sociale espagnole de 1936.

A l'issue du soulèvement nationaliste des 17 et 18 juillet 1936, Anita Garbín participe avec la CNT et aux côtés des autres forces de la gauche révolutionnaire à l'échec de la prise de Barcelone par les forces franquistes. Elle s'engage dans les milices antifascistes créées à l'occasion et dont la CNT est à l'origine.
C'est par hasard qu'elle pose pour le projecteur d'Antoni Campañà, car bien que travaillant occasionnellement pour la propagande de la CNT, ce dernier ne se revendique pas anarchiste, notamment en raison de sa foi catholique affirmée. Alors qu'il arpente les Rambles le 25 juillet 1936 pour réaliser des prises de vues de Barcelone sous domination anarchiste et communiste, il aperçoit une barricade au niveau du croisement de l'avenue et de la carrer de l'Hospital, en face de la Casa dels Paraigües. C'est là que se trouve Anita Garbín.
Il réalise d'abord une première photographie d'Anita Garbín alors que celle ci se tient debout sur une barricade, le point levé derrière un drapeau rouge et noir symbolique de la mouvance anarchiste. Âgée de vingt et un ans sur la photographie, elle est également enceinte de quatre mois de sa deuxième fille, Hamonia, née d'une liaison avec un soldat espagnol de l'armée républicaine régulière et qu'elle perdra avant la fin de la guerre. Elle donnera par la suite naissance à une troisième fille avant la fin de la guerre, Floréal.
La première photographie est d'abord prise spontanément. Antoni Campañà attire aussitôt la méfiance des miliciens anarchistes sur place qu'ils le prennent pour un potentiel espion franquiste ou communiste,. A cette époque, la Catalogne, et plus particulièrement la ville de Barcelone, est en proie à des conflits internes aux différents mouvements de gauche, socialistes, anarchistes et communistes qui viennent s'ajouter au conflit plus général contre les troupes de Francisco Franco qui progresse alors sur le front d'Aragon. Les photographes non-affilié clairement à un parti politique ou un syndicat sont donc regardés avec de la méfiance compte tenu du contexte politique. Néanmoins conscients de la force symbolique que représente une jeune femme point levé sur une barricade pour la propagande du syndicat les miliciens laissent Antoni Campañà réaliser une autre série de photographie, à quoi s'ajoute cette fois une mise en scène représentant d'autres miliciens, armés de fusils, aux côtés d'Anita Garbín.
Développée et exploitée par la CNT dans la foulée, cette photographie va connaitre un retentissement national. Son image est imprimée sur des cartes postales, des posters, des livres ou encore peint sur des murs. Néanmoins, lors des tirages et de la diffusion de la photographie, le nom d'Anita Garbín n'est pas retenue, l’icône demeure anonyme et passe rapidement à la postérité sous le surnom de la « Madone anarchiste » ou plus simplement « la milicienne ». Elle devient en Espagne un symbole de la lutte contre le totalitarisme et le franquisme,.

### Fin du conflit et exil en France

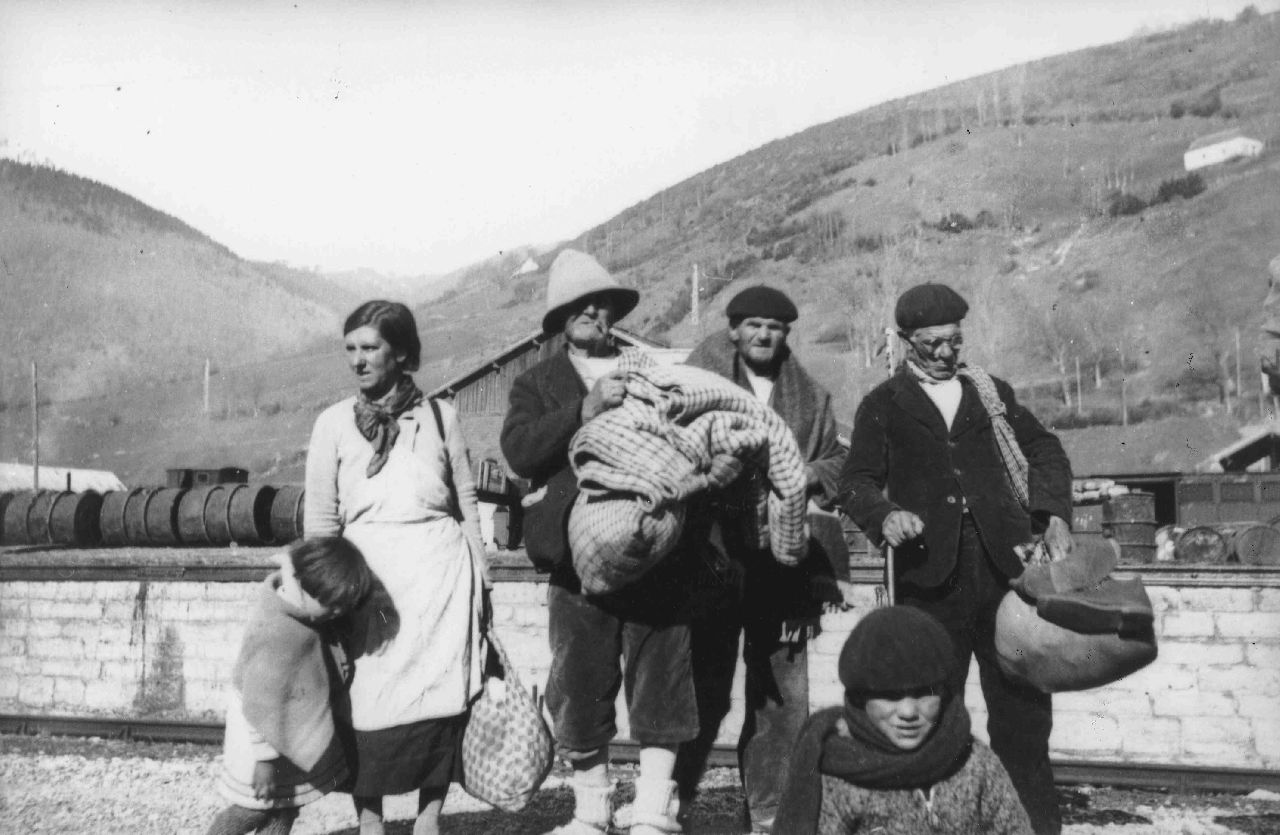
Famille de réfugiés espagnols à la frontière française lors de la Retirada des républicains après la victoire de Franco en Espagne en 1939.

A la fin de la guerre, elle s'exile avec sa fratrie et ses deux filles en France lors de la Retirada, elle s'installe initialement à Bédarieux avec ses filles où elle continue son activité de couturière, puis déménage peu de temps après à Béziers. C'est dans cette ville qu'elle fait la connaissance de José Lumbreras, lui aussi réfugié espagnol, mais d'orientation communiste, puis plus tard résistant pendant la Seconde Guerre mondiale. Malgré leurs désaccords politiques, ils se marient et donnent naissance à un enfant, Pepito. En France, elle continue son engagement syndicaliste et anarchiste au sein de son travail. En dépit de son engagement politique et des actions anticléricales de la CNT pendant la guerre d'Espagne, elle demeure fidèle à sa foi catholique, y compris après la guerre, se rendant occasionnellement à l'église. Elle ne retournera jamais en Espagne. Elle meurt en 1977 à Béziers où elle est enterrée.

## Découverte de l'identité de la Madone anarchiste
Longtemps restée anonyme, Anita Garbín n'a jamais été reconnue comme celle que la postérité a retenue comme étant la Madone anarchiste. Ce n'est qu'en 2023 que son identité est officiellement révélée à la suite d'une succession de coïncidences.
En effet, après la fin de la guerre et la victoire du camp franquiste, Antoni Campañà préfère garder la presque totalité des ses photographies privées de crainte de représailles. Ce n'est qu'après sa mort, en 2018, que son petit fils découvre fortuitement plus de cinq mille photographies et négatifs de son grand-père, jusqu'alors conservé dans deux boites métalliques rouges. Cette découverte permet d’authentifier l'auteur de la série de photographies célèbres, mais la modèle demeure quant à elle encore anonyme aux yeux du grand public.

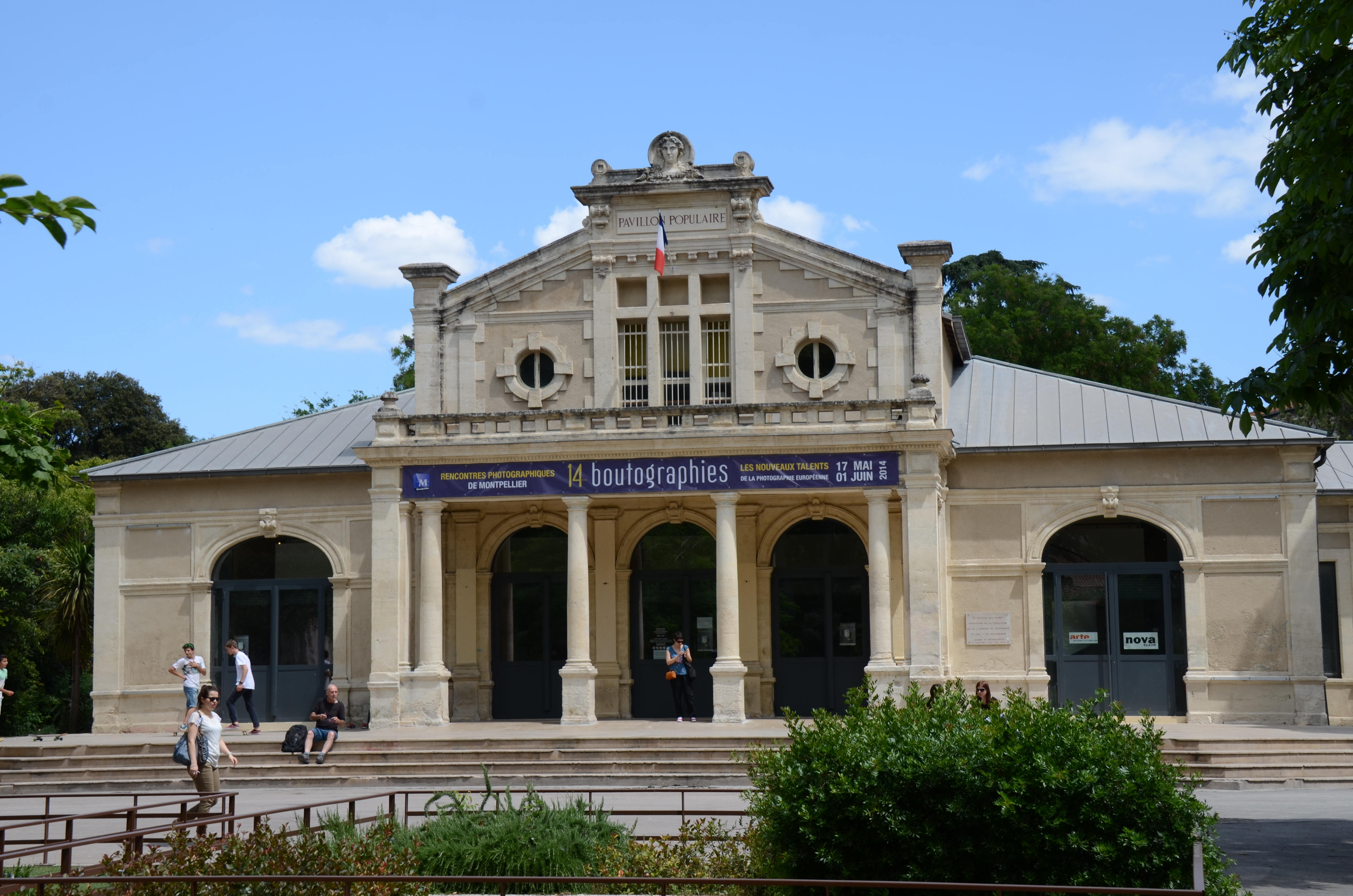
Le Pavillon populaire de Montpellier où a eu lieu l'exposition consacrée à Antoni Campañà et où a été révélée l'identité de la Madone anarchiste.

Cette redécouverte mène rapidement à une exposition de photographies choisies au Musée national d'Art de Catalogne à Barcelone en 2021, dont une série concerne la Madone anarchiste. Ce n'est que par hasard que deux nièces de Anita Garbín en tourisme dans la ville reconnaissent alors leur tante lors de la visite de l'exposition,. Faisant part de leur découverte aux commissaires de l'exposition, ces derniers organisent une deuxième exposition en 2023 au Pavillon populaire de Montpellier, en présence du fils d'Anita Garbín, Pepito, à l'issue de laquelle est révélée officiellement l'identité de la Madone anarchiste pour la première fois, quatre vingt sept ans après la prise de la photographie et quarante six ans après sa mort.